# Vince Guaraldi
Vince Guaraldi, nato Vincent Anthony Dellaglio (San Francisco, 17 luglio 1928 – 6 febbraio 1976), è stato un compositore, pianista e musicista statunitense, famoso per aver composto le musiche dell'adattamento animato dei fumetti dei Peanuts. È morto a soli 47 anni a causa di un infarto.

## Discografia (parziale)
- 1955 Modern Music from San Francisco
- 1956 Vince Guaraldi Trio
- 1957 A Flower is a Lovesome Thing
- 1962 Jazz Impressions of Black Orpheus (aka Cast Your Fate to the Wind: Jazz Impressions of Black Orpheus)
- 1963 Vince Guaraldi In Person
- 1963 Vince Guaraldi, Bola Sete and Friends
- 1964 The Latin Side Of Vince Guaraldi
- 1964 Jazz Impressions Of A Boy Named Charlie Brown
- 1965 From All Sides (con Bola Sete)
- 1965 The Grace Cathedral Concert
- 1965 A Charlie Brown Christmas
- 1968 Vince Guaraldi With San Francisco Boys Chorus
- 1968 Oh Good Grief!
- 1969 The Eclectic Vince Guaraldi
- 1970 Alma-Ville

## Colonne sonore

### Cinema
- Arriva Charlie Brown (1969)

### Televisione
- A Boy Named Charlie Brown (documentario) (1964)
- Buon Natale, Charlie Brown! (1965)
- Siamo tutti campioni! (1966)
- Aspettando il Grande Cocomero (1966)
- Hai preso una cotta, Charlie Brown! (1967)
- Snoopy è il tuo cane, Charlie Brown! (1968)
- L'estate passa in fretta, Charlie Brown! (1969)
- Charlie Brown and Charles Schulz (documentario) (1969)
- Preferisco Beethoven (1971)
- Sei stato eletto, Charlie Brown! (1972)
- Non c'è tempo per l'amore, Charlie Brown! (1973)
- È il Giorno del ringraziamento Charlie Brown (1973)
- È un mistero, Charlie Brown! (1974)
- Aspettando il cane di Pasqua (1974)
- È il giorno di San Valentino, Charlie Brown! (1975)
- Sei un campione, Charlie Brown! (1975)
- È l'Arbor Day, Charlie Brown (1976)